# Santia urospinosa
Santia urospinosa là một loài chân đều trong họ Santiidae. Loài này được Kensley & Schotte miêu tả khoa học năm 2002.